# Regata en solitario de Le Figaro

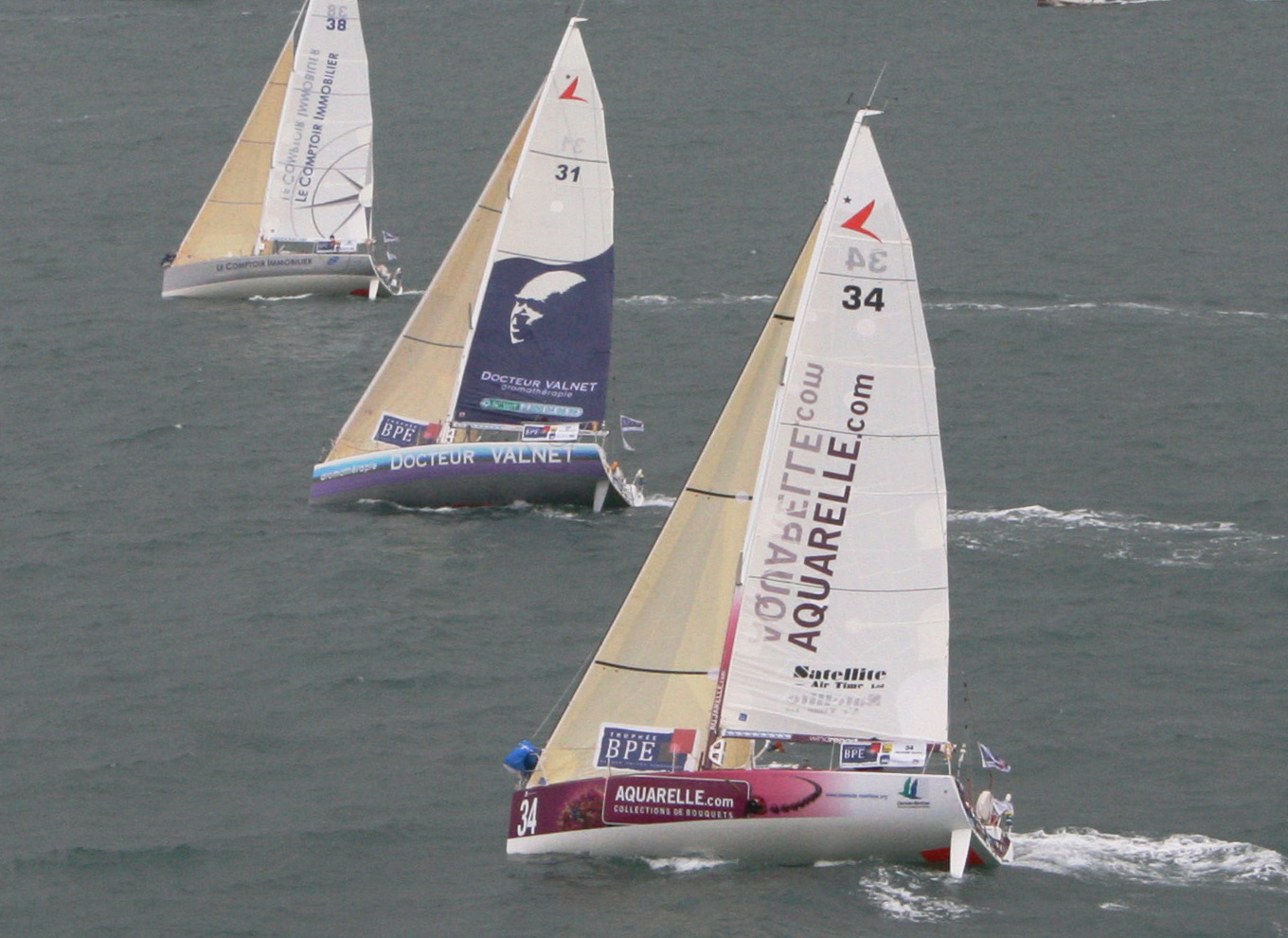
Yates de la clase Figaro Bénéteau

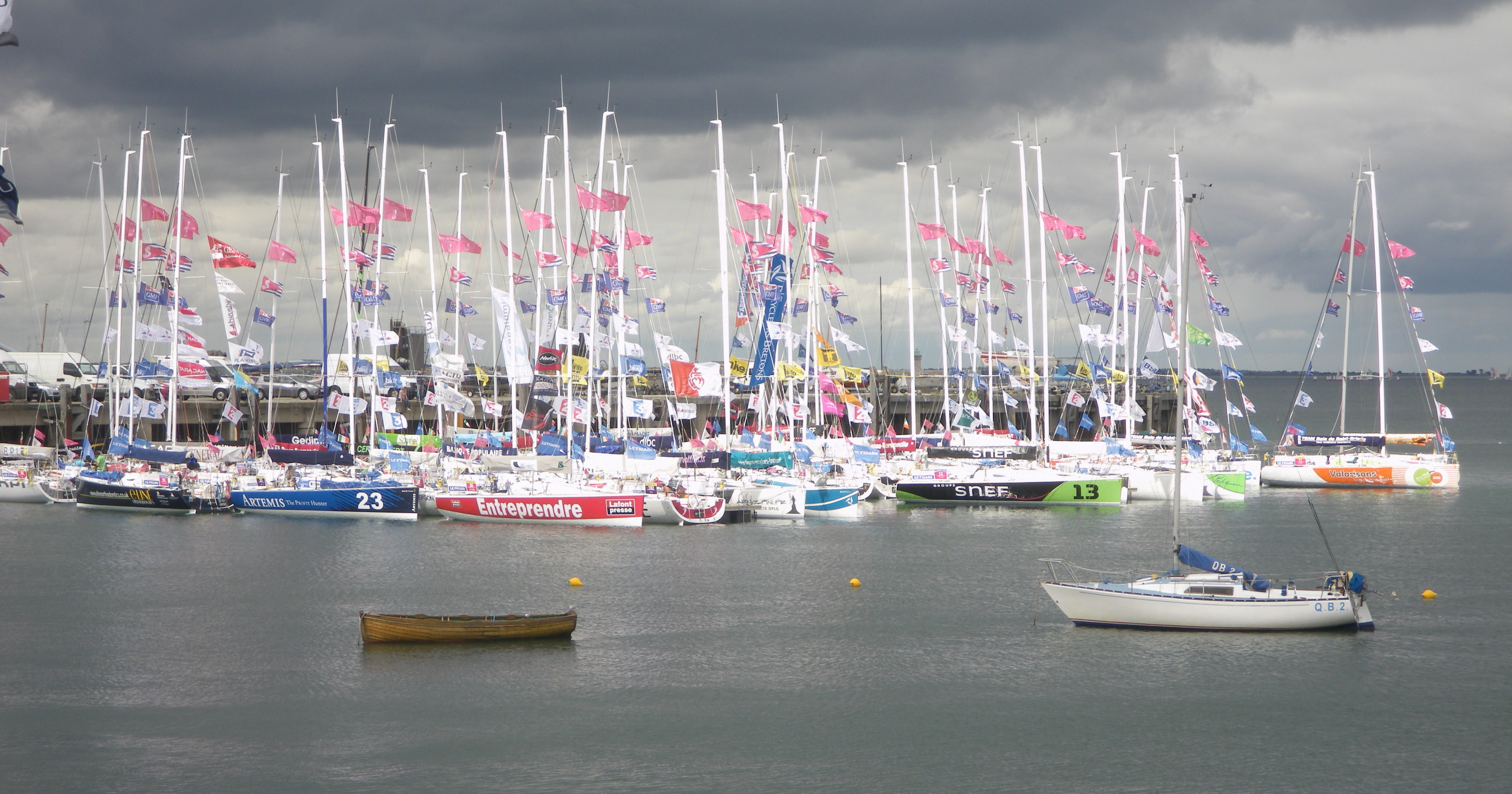
2011, Dún Laoghaire

La Regata en solitario de Le Figaro (La Solitaire du Figaro en idioma francés y oficialmente) es una regata de vela por etapas para navegantes solitarios que se celebra desde 1970.

## Características
- La regata sale de un puerto francés y se divide en varias etapas, que varían de una edición a otra.
- En total se navegan entre 1000 y 2000 millas náuticas.
- Los participantes pueden ser hombres o mujeres, pero se navega en solitario.
- Desde 1990 los yates son monotipos de la clase Figaro Bénéteau que en 2003 desarrolló su segunda versión.

## Patrocinios
En 2003, Alain Afflelou se convirtió en patrocinador, por lo que la regata adoptó el nombre comercial de La Solitaire Afflelou Le Figaro, hasta que en 2008 fue reemplazado por Suzuki, cambiando a La Solitaire du Figaro Suzuki, y en 2011 a La Solitaire du Figaro-Eric Bompard Cachemire. En 2017, el laboratorio Urgo firmó un acuerdo de patrocinio para las siguientes 3 ediciones, pasando la competición a denominarse URGO Le Figaro.

## Historia
Entre 1970 y  1979 la regata se denominó Regata de L'Aurore (Course de l'Aurore en francés) porque su principal patrocinador era el periódico L'Aurore. En 1980 el diario Le Figaro compró L'Aurore, por lo que cambió de denominación a la actual. 
En 2012 se disputó entre el 16 de junio y el 15 de julio de 2012 con 37 participantes. Cubrió 1432 millas náuticas con etapas entre Paimpol, Gijón, Saint-Gilles-Croix-de-Vie y Cherburgo-Octeville. En 2013, con etapas entre Burdeos, Oporto, Gijón y Dieppe, destaca el nivel de los participantes, entre los que se encuentra el navegante en solitario considerado como el más grande, Michel Desjoyeaux, y en la que también compiten Armel Le Cléac’h, subcampeón de la pasada Vendée Globe y dos veces ganador de la Figaro; Yann Elies o Jérémie Beyou.

### Ediciones
| Año  | Etapas                                                                                          | Vencedor            | Nación  |
| 1970 | Brest - Laredo - Pornic                                                                         | Joan de Kat         | Francia |
| 1971 | Brest - Santander - Pornic                                                                      | Michel Malinovsky   | Francia |
| 1972 | Perros-Guirec - Falmouth - La Corogne - Pornic                                                  | Jean-Marie Vidal    | Francia |
| 1973 | Perros-Guirec - Falmouth - Laredo - Pornic                                                      | Gilles Le Baud[     | Francia |
| 1974 | Perros-Guirec - Kinsale - Laredo - Pornic                                                       | Eugène Riguidel     | Francia |
| 1975 | La Baule - Perros-Guirec - Kinsale - Le Croisic                                                 | Guy Cornou          | Francia |
| 1976 | La Baule - Perros-Guirec - Kinsale - Le Croisic                                                 | Guy Cornou          | Francia |
| 1977 | Perros-Guirec – Crosshaven - Quiberon – Laredo - Port du Crouesty                               | Gilles Gahinet      | Francia |
| 1978 | Perros-Guirec – Kinsale – Pornichet - La Baule – Laredo - Quiberon                              | Gilles Le Baud      | Francia |
| 1979 | Les Sables d’Olonne – Laredo – Quiberon – Kinsale - Concarneau                                  | Patrick Éliès       | Francia |
| 1980 | Perros-Guirec Kinsale - Les Sables d'Olonne - Pornic                                            | Gilles Gahinet      | Francia |
| 1981 | Perros-Guirec – Crosshaven – Brest - La Corogne - Concarneau                                    | Sylvain Rosier      | Francia |
| 1982 | Arcachon - La Corogne – Falmouth – Lorient - Quiberon                                           | Philippe Poupon     | Francia |
| 1983 | Perros-Guirec – Kinsale - Crozon-Morgat - La Corogne – Pornichet - La Baule                     | Lionel Péan         | Francia |
| 1984 | Granville – Kinsale - La Rochelle -La Corogne - Concarneau                                      | Christophe Cudennec | Francia |
| 1985 | Granville – Kinsale - Presqu'île de Crozon - Bayona de Vigo - La Rochelle                       | Philippe Poupon     | Francia |
| 1986 | Perros-Guirec – Kinsale - La Corogne - Pornic                                                   | Christophe Auguin   | Francia |
| 1987 | Arcachon - La Corogne – Bénodet - Sainte-Marine – Pornichet - La Baule                          | Jean-Marie Vidal    | Francia |
| 1988 | Port Bourgenay - La Corogne – Brest- Kinsale - Quiberon                                         | Laurent Bourgnon    | Suiza   |
| 1989 | Perros-Guirec - Dublin (Dun Laoghaire) – Lorient - La Corogne - La Trinité                      | Alain Gautier       | Francia |
| 1990 | Port-Bourgenay – Vigo – Bénodet – Kinsale - La Rochelle                                         | Laurent Cordelle    | Francia |
| 1991 | Cherbourg – Kinsale – Concarneau – Gijón -Lorient                                               | Yves Parlier        | Francia |
| 1992 | Arcachon – Kinsale – Pornichet – Gijón - Port la Forêt                                          | Michel Desjoyeaux   | Francia |
| 1993 | Saint Malo- La Corogne – Douarnenez – Kinsale – Saint Quay Portrieux                            | Dominic Vittet      | Francia |
| 1994 | Brest – Kinsale – Gijón – Perros-Guirec – Port-Bourgenay                                        | Jean Le Cam         | Francia |
| 1995 | Arcachon – Kinsale - La Rochelle – Gijón - Brest                                                | Philippe Poupon     | Francia |
| 1996 | Perros Guirec - Howth/Dublin - Saint Nazaire - Gijón - Port du Crouesty                         | Jean Le Cam         | Francia |
| 1997 | Arcachon - Gijón - Brest - Kinsale - St Quay Portrieux                                          | Franck Cammas       | Francia |
| 1998 | Cherbourg - Dublin - Ile de Groix - Gijón - Concarneau                                          | Michel Desjoyeaux   | Francia |
| 1999 | Brest – Bayona - Douarnenez                                                                     | Jean Le Cam         | Francia |
| 2000 | Arcachon - Guecho - Saint-Nazaire - Falmouth - Cherbourg-Octeville                              | Pascal Bidégorry    | Francia |
| 2001 | La Rochelle - Gijón - Saint-Quay-Portrieux Côtes d'Armor - Dingle - Fuenterrabía                | Éric Drouglazet     | Francia |
| 2002 | Boulogne-sur-Mer - Gijón - Les Sables d'Olonne - Crosshaven - Cherbourg-Octeville               | Kito de Pavant      | Francia |
| 2003 | Arcachon - Guecho - Saint-Nazaire - Falmouth - Cherbourg-Octeville                              | Armel Le Cléac'h    | Francia |
| 2004 | Caen - Portsmouth - Saint-Gilles-Croix-de-Vie - Gijón - Quiberon                                | Charles Caudrelier  | Francia |
| 2005 | Perros-Guirec - Guecho - La Rochelle - Cork - Port Bourgenay-Talmont Saint Hilaire              | Jérémie Beyou       | Francia |
| 2006 | Cherbourg - Santander - Saint-Gilles-Croix-de-Vie - Dingle - Concarneau                         | Nicolas Troussel    | Francia |
| 2007 | Caen - Crosshaven - Brest - La Coruña - Les Sables d'Olonne                                     | Michel Desjoyeaux   | Francia |
| 2008 | La Rochelle - Vigo - Cherbourg-Octeville - Aber Wrac’h                                          | Nicolas Troussel    | Francia |
| 2009 | Lorient - La Coruña - Saint Gilles Croix De Vie - Dingle - Dieppe                               | Nicolas Lunven      | Francia |
| 2010 | Le Havre - Gijón - Brest - Kinsale - Cherbourg-Octeville                                        | Armel Le Cléac'h    | Francia |
| 2011 | Perros-Guirec - Caen - Dun Laoghaire - Les Sables d'Olonne - Dieppe                             | Jérémie Beyou       | Francia |
| 2012 | Paimpol – Gijón (Marina Yates del Principado) - Saint-Gilles-Croix-de-Vie – Cherburgo-Octeville | Yann Eliès          | Francia |
| 2013 | Burdeos – Oporto - Gijón – Roscoff - Dieppe                                                     | Yann Eliès          | Francia |
| 2014 | Deauville – Plymouth - Roscoff – Vendée – Cherburgo-Octeville                                   | Jérémie Beyou       | Francia |
| 2015 | Burdeos – Sangenjo - La Cornuaille – Torbay - Dieppe                                            | Yann Eliès          | Francia |
| 2016 | Deauville – Cowes - Paimpol – La Rochelle                                                       | Yoann Richomme      | Francia |
| 2017 | Pauillac – Gijón - Concarneau – Dieppe                                                          |                     |         |